# Mittenothamnium deguchii
Mittenothamnium deguchii là một loài Rêu trong họ Hypnaceae. Loài này được N. Nishim. & Kanda mô tả khoa học đầu tiên năm 1990.